# Prednisolone
La prednisolone est un glucocorticoïde de synthèse, utilisé comme anti-inflammatoire sous de nombreuses formes. 
C'est un composé artificiel, qui, comme les stéroïdes naturels issus des glandes corticosurrénales (glandes situées au-dessus des reins, d'où le nom des corticostéroïdes), se construit à partir du noyau androstane. Ce noyau originel le situe d'ailleurs dans la classe des stéroïdes.
Son effet anti-inflammatoire puissant conditionne son utilisation dans de nombreuses pathologies inflammatoires. Son utilisation est associée à une grande efficacité, mais à de nombreux effets secondaires lors d'une utilisation à moyen et long terme, notamment sur le métabolisme hydrosodé.
Sous sa forme orodispersible (commercialisée sous les noms Solupred et Ultracortenol), elle représente avec la prednisone, un médicament très couramment utilisé.

## Pharmacologie
La prednisolone, qui possède des caractéristiques pharmacocinétiques dose-dépendantes et différentes selon le sexe et les caractéristiques ethniques, est plutôt mal absorbée dans le tube digestif, ce qui conduit à une mauvaise biodisponibilité par voie orale, contrairement à la prednisone. L'observation de cette propriété a motivé la fabrication de galéniques particulières : la forme orodispersible par exemple.
Le pic plasmatique est atteint assez lentement, en plus de 5 heures, et sa demi-vie d'élimination est de 2,5 heures. 
La prednisolone inhibe la libération naturelle de cortisol car elle s'y substitue par son effet glucocorticoïde.
Ainsi, elle induit, à l'instar des autres glucocorticoïdes, un déséquilibre de l'axe hypothalamo-hypophyso-surrénalien et via des récepteurs nucléaires (comme la plupart des stéroïdes), produisent des facteurs de transcription. Leur effet anti-inflammatoire passe par deux niveaux : une inhibition des médiateurs de l'inflammation, et un effet immunosuppresseur.
Ces facteurs de transcriptions inhibent la transcription des cytokines pro-inflammatoires, augmentent la synthèse de lipocortine 1 , qui joue un effet inhibiteur sur la phospholipase A2 , qui catalyse la transformation de l'acide arachidonique en molécules de l'inflammation. La prednisolone joue également le rôle d’immunosuppresseur par de nombreux biais : 
- inhibition des molécules d'adhésion ;
- diminution de l'activité des granulocytes, des macrophages et des lymphocytes notamment par un blocage de leurs médiateurs de communication et par une diminution de la perméabilité vasculaire.

La prednisolone est anti-inflammatoire de référence en cas de syndrome inflammatoire, de réaction auto-immune ou d'allergies ou bien dans le traitement de certaines maladies graves, pour les cancers notamment.
En effet, le rétrocontrôle négatif induit au niveau du complexe hypothalamo-hypophysaire, conduit à une atrophie de la glande corticosurrénale, surtout au niveau des zones glomérulées et fasciculées. C'est pourquoi l'arrêt du traitement est toujours progressif, d'autant plus si la prise a été prolongée, pour permettre aux glandes surrénales de reprendre la synthèse de cortisone naturelle.
La prednisolone est hyperglycémiante, et augmente l'utilisation du glucose en périphérie, notamment par les muscles, ce qui, entre autres, motive son utilisation à des fins de dopage,,.
Les effets secondaires en cas de cure prolongée sont nombreux, et s'articulent en syndrome d'hypercorticisme dans des cas extrêmes : diabète de type 2 par insulinorésistance périphérique, obésité, hypertension.

## Indications
Sa formule chimique et sa configuration spatiale, très proches de celle du cortisol, lui fournissent ses propriétés d'anti-inflammatoire stéroïdien (AIS).
Ses indications sont très larges et toujours sous contrôle médical. En raison de leurs effets anti-inflammatoires, antiallergiques et immunosuppresseurs, les corticoïdes sont utilisés dans de nombreuses pathologies, selon deux modalités de prescription :
- en cure courte, de moins de 10 jours, dans le traitement des affections aiguës et des urgences comme la crise d’asthme ;
- en traitement au long cours, seuls ou en association avec d’autres thérapeutiques[11].

Le champ des indications est large et non exclusif, ce qui ne permet pas de détailler la place de chacune d’entre elles dans la stratégie thérapeutique.
La posologie doit être adaptée en fonction de la gravité de l’atteinte, de la réponse du patient et de la tolérance.
Afin de réduire les effets indésirables, les corticoïdes, dont la prednisolone, doivent être prescrits à la plus faible dose efficace et pour la durée la plus courte possible, avec une réduction progressive.
- Collagénoses, connectivites :
  - poussées évolutives de maladies systémiques, notamment : lupus érythémateux disséminé, vascularite, certaines myosites, sarcoïdose viscérale.
- Dermatologiques :
  - dermatoses bulleuses auto-immunes sévères, en particulier pemphigus et pemphigoïde bulleuse ;
  - formes graves des angiomes du nourrisson ;
  - certaines formes de lichen plan ;
  - certaines urticaires aiguës ;
  - formes graves de dermatoses neutrophiliques.
- Digestives :
  - poussées évolutives de la rectocolite hémorragique et de la maladie de Crohn ;
  - hépatite chronique active auto-immune (avec ou sans cirrhose) ;
  - hépatite alcoolique aiguë sévère, histologiquement prouvée.
- Endocriniennes :
  - thyroïdite subaiguë de De Quervain sévère;
  - certaines hypercalcémies.
- Hématologiques :
  - purpuras thrombopéniques immunologiques sévères ;
  - anémies hémolytiques auto-immunes ;
  - en association avec diverses chimiothérapies dans le traitement d'hémopathies malignes lymphoïdes ;
  - érythroblastopénies chroniques, acquises ou congénitales.
- Infectieuses :
  - péricardite tuberculeuse et formes graves de tuberculose mettant en jeu le pronostic vital ;
  - pneumopathie à Pneumocystis carinii avec hypoxie sévère.
- Néoplasiques :
  - traitement antiémétique au cours des chimiothérapies antinéoplasiques ;
  - poussée œdémateuse et inflammatoire associée aux traitements antinéoplasiques (radio- et chimiothérapie).
- Néphrologiques :
  - syndrome néphrotique à lésions glomérulaires minimes ;
  - syndrome néphrotique des hyalinoses segmentaires et focales primitives ;
  - stade III et IV de la néphropathie lupique ;
  - sarcoïdose granulomateuse intrarénale ;
  - vascularites avec atteinte rénale ;
  - glomérulonéphrites extracapillaires primitives.
- Neurologiques :
  - myasthénie ;
  - œdème cérébral de cause tumorale ;
  - polyradiculonévrite chronique, idiopathique, inflammatoire ;
  - spasme infantile (syndrome de West), syndrome de Lennox-Gastaut ;
  - sclérose en plaques en poussée, en relais d'une corticothérapie intraveineuse.
- Ophtalmologiques :
  - uvéite antérieure et postérieure sévère ;
  - exophtalmies œdémateuses ;
  - certaines neuropathies optiques, en relais d'une corticothérapie intraveineuse.
- ORL :
  - certaines otites séreuses ;
  - polypose nasosinusienne ;
  - certaines sinusites aiguës ou chroniques ;
  - rhinites allergiques saisonnières en cure courte ;
  - laryngite aiguë striduleuse (laryngite sous-glottique) chez l'enfant.
- Respiratoires :
  - asthme persistant ;
  - exacerbations d'asthme, en particulier asthme aigu grave ;
  - bronchopneumopathie chronique obstructive ;
  - sarcoïdose évolutive ;
  - fibroses pulmonaires interstitielles diffuses.
- Rhumatologiques :
  - polyarthrite rhumatoïde et certaines polyarthrites ;
  - pseudopolyarthrite rhizomélique et maladie de Horton ;
  - rhumatisme articulaire aigu ;
  - névralgies cervicobrachiales sévères et rebelles ;
- Transplantation d'organe et de cellules souches hématopoïétiques allogéniques :
  - prophylaxie ou traitement du rejet de greffe ;
  - prophylaxie ou traitement de la réaction du greffon contre l'hôte.

## Contre-indications
Le Prednisolone a plusieurs contre-indications:
- infection ou mycose non contrôlée par un traitement adapté, particulièrement la tuberculose ;
- maladie virale en évolution (hépatite, herpès, zona, varicelle, rougeole) ;
- psychose non contrôlée par un traitement.

## Surveillance particulière
- diabète ;
- antécédents de tuberculose, d'ulcère de l'estomac ou du duodénum ;
- insuffisance rénale ou hépatique ;
- colite ulcéreuse ;
- hypertension artérielle ;
- ostéoporose ;
- myasthénie ;
- vaccination avec un vaccin contenant des germes vivants atténués.

## Effets indésirables
- rétention d'eau et de sel ;
- hypertension artérielle ;
- baisse du taux de potassium ;
- modifications physiques fréquentes : gonflement du visage et du buste, apparition de poils, taches cutanées violacées, acné ;
- surexcitation, euphorie, troubles du sommeil, état dépressif (à l'arrêt du traitement) ;
- faiblesse puis fonte musculaires, lentement réversibles ;
- ostéoporose (décalcification des os), parfois définitive ;
- troubles hormonaux et métaboliques : diabète (réversible), arrêt de la croissance chez l'enfant, troubles des règles ;
- troubles digestifs : gastrite, ulcère ;
- certaines formes de cataracte et de glaucome.

## Pharmacologie
Le pic de concentration plasmatique est atteint par voie orale en 4 heures (comprimé effervescent et solution buvable) ou en 5 heures (comprimé orodispersible). La demi-vie plasmatique est comprise entre 2,5 et 3,5 heures. Le métabolisme est hépatique et l'élimination est urinaire et biliaire.

## Divers
Il s'agit d'une substance interdite en compétition sportive, qui rentre dans la catégorie des glucocorticoïdes.
La prednisolone fait partie de la liste des médicaments essentiels de l'Organisation mondiale de la santé (liste mise à jour en avril 2013).